# Papryka (kuchnia)

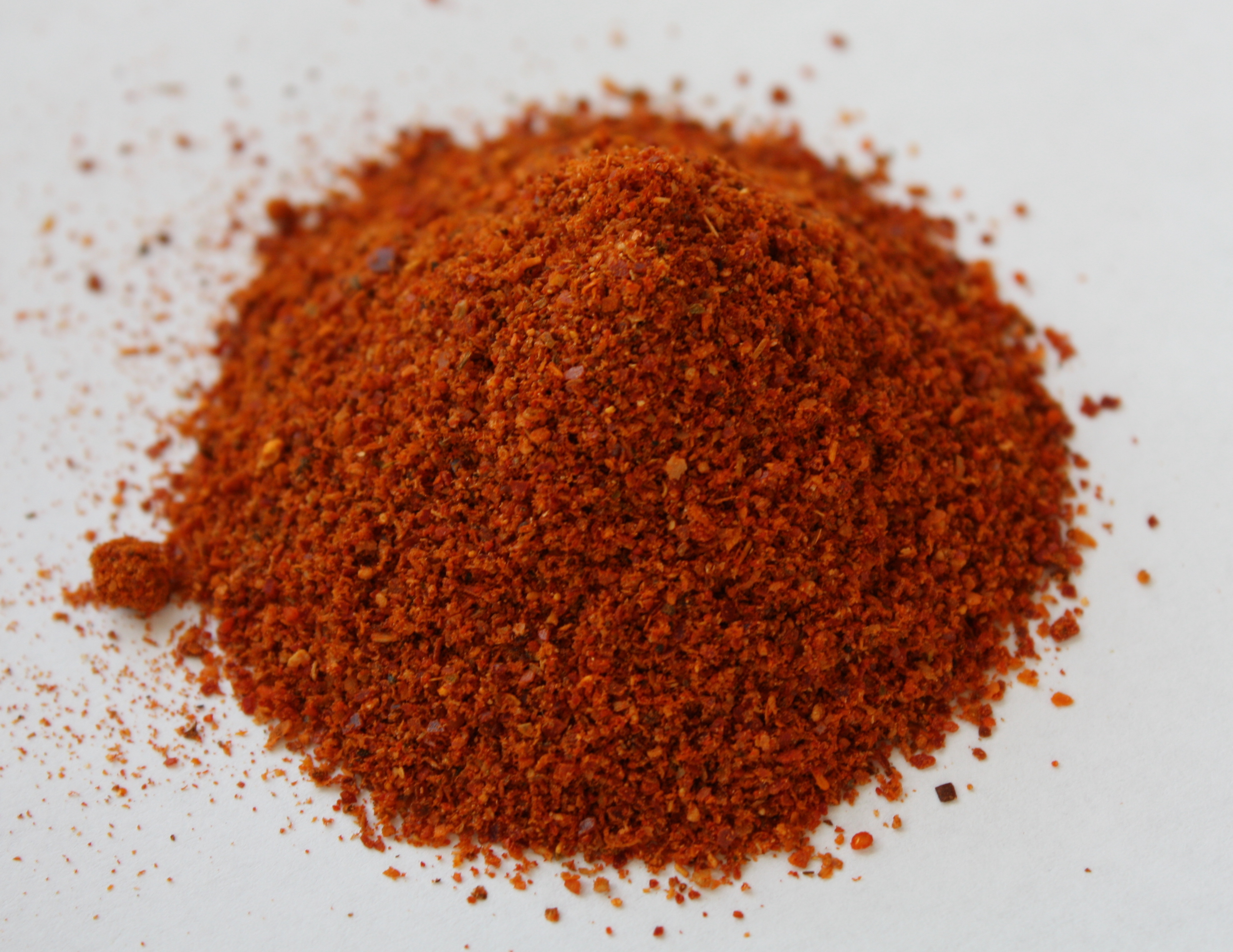
Papryka mielona

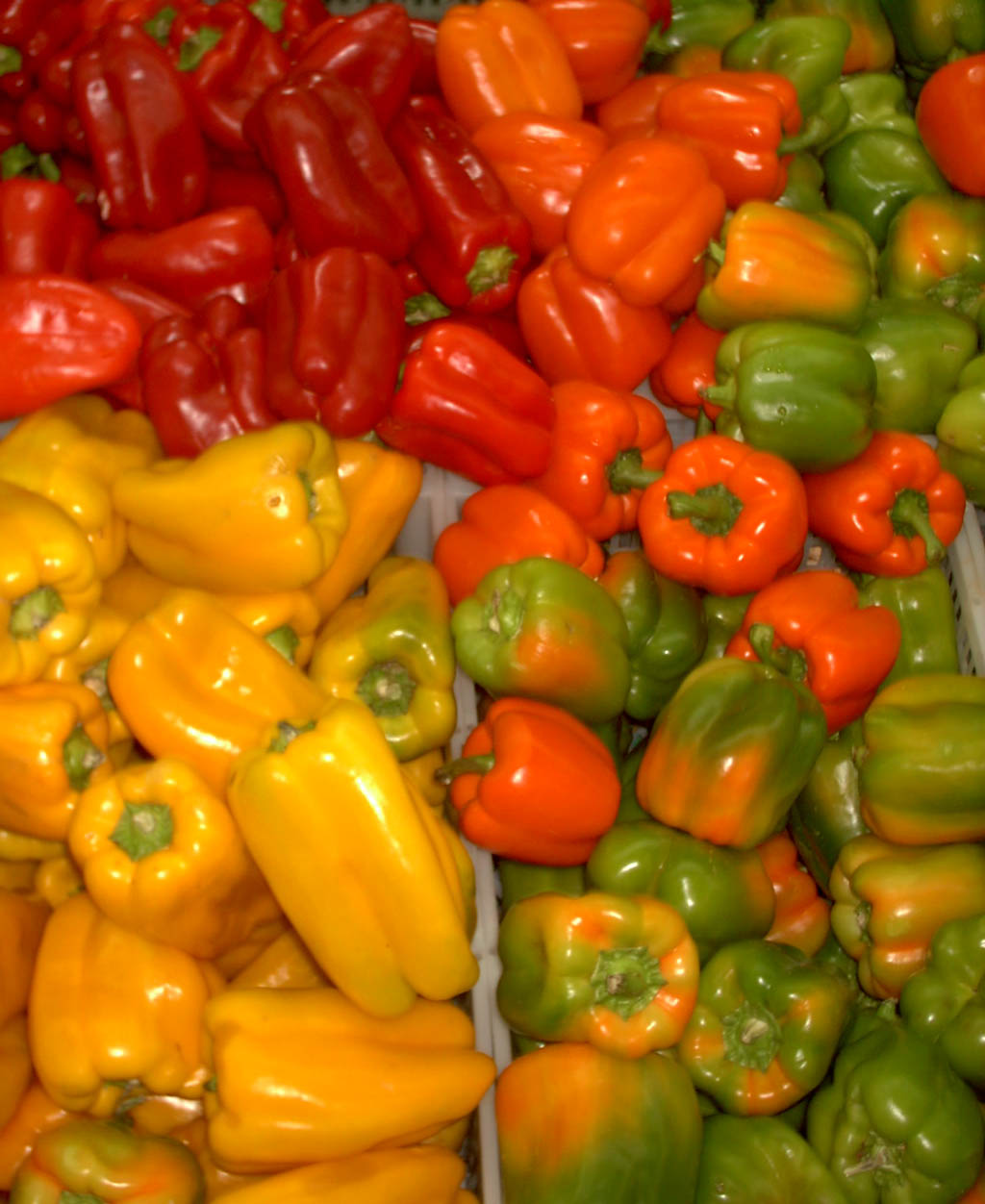
Różnokolorowe odmiany papryki rocznej

Papryka – owoc roślin z rodzaju papryka Capsicum (głównie papryki rocznej Capsicum annuum) wykorzystywany do spożycia w postaci świeżej lub konserwowanej jako warzywo, względnie świeżej, konserwowanej, suszonej lub suszonej i zmielonej (papryka w proszku) jako przyprawa lub dodatek do potraw. W każdej z wymienionych postaci papryka może być stosowana do potraw surowych, jak i gotowanych.
Ślady owoców papryk zostały odnalezione w Peru w grobach w Huata Prieta, co świadczyło o uprawie tych roślin na długo przed odkryciem Ameryki. W Europie papryka jest znana od XVI w. Prawdopodobnie pierwsza wzmianka o niej pochodzi od lekarza jednej z wypraw Krzysztofa Kolumba, który zapisał, że Kolumb przywiózł do Europy pieprz, ostrzejszy od pieprzu kaukaskiego. Dla Hiszpanów i Portugalczyków, którzy poszukiwali pieprzu, odkrycie papryki – nowego, znacznie ostrzejszego „pieprzu indiańskiego” – stało się bardzo zyskowne. Ponieważ nasiona papryki długo zachowują zdolność kiełkowania, można je było dość łatwo przewozić na większe odległości. Papryka pochodzenia amerykańskiego w Europie uprawiana była początkowo na Półwyspie Iberyjskim jako roślina ozdobna, później także ze względu na zastosowania kulinarne, jak i lecznicze.
Możliwe, że druga droga, którą papryka dotarła do Europy, prowadziła z Indii za pośrednictwem Turków, do krajów bałkańskich i na Węgry. Pierwotna węgierska nazwa papryki, poświadczona w słowniku z 1684 roku, to török bors („turecki pieprz”).
Na Węgrzech obecnie zwana jest „czerwonym złotem”, bowiem przynosi duże dochody z eksportu. Jest jednym z podstawowych składników potraw kuchni węgierskiej takich jak leczo, gulasz czy tokań. Węgrzy eksportują także, chociaż sami jej nie używają, paprykę pfeferoni. Popularną paprykę w proszku jako pierwsi zastosowali bracia Palffy w XIX i wprowadzili na rynek pod nazwą Rózsa paprika. Zgodnie z tą technologią usuwa się żyłki i nasiona, usuwając nadmiar kapsaicyny.
Owoce różnych gatunków i odmian papryk różnią się znacznie pod względem wielkości, koloru, kształtu i ostrości (zależnej od zawartości kapsaicyny). Do najbardziej znanych odmian należą:
- papryka czereśniowa (Capsicum cerasiforme)
- habanero (Capsicum chinense)
- jalapeño